# روبرت جي. عبود
روبرت جي. عبود (بالإنجليزية: Robert G. Abboud)‏ هو سياسي أمريكي، ولد في 28 نوفمبر 1956 في بوسطن في الولايات المتحدة. حزبياً، نشط في الحزب الديمقراطي.

## وصلات خارجية
- الموقع الرسمي